# 港北区
港北区（こうほくく）は、横浜市を構成する18行政区のうちの一つである。横浜市北東部に位置する。

## 概要
東急東横線沿線を中心に住宅地・商業地が発達している。横浜線、横浜市営地下鉄沿線は緑を残しつつも港北ニュータウンや大規模なマンションなどが立ち並び、今なお開発が進んでいる。
特に東海道新幹線が停車する新横浜駅周辺は発展しており、オフィスビルが立ち並んでいる。横浜アリーナや日産スタジアムも位置しており、2008年3月26日に19階建ての駅ビルであるキュービックプラザ新横浜が開業した。同年3月15日に、すべての新幹線のぞみ号・ひかり号が同駅に停車するようになった。2023年には相鉄新横浜線・東急新横浜線が開業した。
小机町には、2002年6月のFIFAワールドカップおよびラグビーワールドカップ2019の決勝や2020年東京オリンピックのサッカー競技会場として使用され、Jリーグ・横浜F・マリノスのホームスタジアムでもある横浜国際総合競技場（日産スタジアム）が所在する。

## 地理・区勢
人口は中核市の愛知県豊橋市や長野県長野市、群馬県高崎市と同等であり、横浜市のみならず日本の政令指定都市の行政区の中で最も多かった。しかし、2024年（令和6年）1月1日、合併によって静岡県浜松市に発足した「中央区」の人口がこれを上回ったために第2位となった。
横浜市政が指定する都心（ツインコア）の一つである新横浜都心（城郷地区〈小机駅周辺地区〉、羽沢地区〈羽沢横浜国大駅周辺地区〉、新羽地区〈新羽・北新横浜駅周辺地区〉、新横浜地区〈新横浜駅周辺地区〉） のうち、神奈川区の羽沢地区を除くすべての地区が港北区内に所在し、それらの各周辺地区は現在活発に再開発が行われている
。
東急東横線沿線を中心とする区内東部には、低層の一戸建て住宅中心の閑静な住宅地が、横浜市営地下鉄沿線を中心とする西部には、マンション中心の新興住宅地が広がっている。その一方で広い区内には随所に豊かな自然も残っていることから、横浜市内でも人気の高い地域である。
港北区と緑区にまたがる地域に造成された、大規模ニュータウンである港北ニュータウンは、その後の発展と人口増加により行政区が再編され、1994年に分区されて都筑区となった。

### 河川・湖沼
- 河川 : 鶴見川、鳥山川、早渕川
- 湖沼 : 菊名池、篠原池 - いずれも灌漑のために造成されたため池である。

## 歴史
- 1939年（昭和14年）4月 - 都筑郡下の各町村が横浜市に合併した際、神奈川区から分区する形で成立した。都筑郡下の各町村は都筑郡一体での行政区成立を望んだが、地理的条件などを勘案し、神奈川区の旧大綱村（白幡除く）・日吉村・城郷村（小机・鳥山・岸根のみ）・旭村師岡の地域に、旧都岡村・二俣川村を除く都筑郡の各町村をもって一行政区とされた。成立当時の名前の候補として、「菊名区」が挙げられたが、横浜港の北にあるということで「港北区」に決定した。

- 誕生当時は、現在の港北区・緑区・都筑区・青葉区に保土ケ谷区の上菅田町・新井町をあわせた区域だったが、1969年に緑区（現在の緑区・青葉区及び都筑区の一部）を分区し、上菅田町・新井町は保土ケ谷区に編入された。さらに1994年11月に行政区再編成により、区の北西部地域が都筑区に分区編入されて、現在の港北区に至る。

- 2022年 - 神奈川県は新横浜一丁目、新横浜二丁目を暴力団排除特別強化地域に指定した[6]。

### 市外局番
日吉地区は、平成以前は市外局番「045」の横浜電話に含まれず、旧日吉村域が中原郵便局管内であった名残から市外局番「044」の準市外電話扱いとされ、電話番号は「044-6X-XXXX」と9桁であった。他の市内と異なり市内へ掛ける際も「045」をダイヤルしなければならなかった（なお、同一市外局番だった川崎市へも「044」が必要だった）。
1990年10月1日に横浜MAに編入され、電話番号は「045-56X-XXXX」へ変更された。

## 人口
- 1940年　 56,432
- 1945年　 86,314
- 1947年　 87,958
- 1950年　 93,421
- 1955年　111,095
- 1960年　147,688
- 1965年　235,046
- 1970年　221,511
- 1975年　255,275
- 1980年　265,506
- 1985年　280,670
- 1990年　305,774
- 1995年　279,333
- 2000年　294,305
- 2005年　311,722
- 2010年　329,471
- 2015年　344,172
- 2020年　353,620

## 町名
港北区内では、一部の区域で住居表示に関する法律に基づく住居表示が実施されている。
| 町名           | 町名の読み         | 設置年月日     | 住居表示実施年月日 | 住居表示実施直前の町名                                           | 備考                 |
| -------------- | ------------------ | -------------- | ------------------ | ---------------------------------------------------------------- | -------------------- |
| 菊名一丁目     | きくな             | 1980年7月28日  | 1980年7月28日      | 菊名町、太尾町、大豆戸町の各一部                                 |                      |
| 菊名二丁目     | きくな             | 1980年7月28日  | 1980年7月28日      | 菊名町、太尾町、大豆戸町の各一部                                 |                      |
| 菊名三丁目     | きくな             | 1980年7月28日  | 1980年7月28日      | 菊名町、太尾町、大豆戸町の各一部                                 |                      |
| 菊名四丁目     | きくな             | 1980年7月28日  | 1980年7月28日      | 菊名町、太尾町、大豆戸町の各一部                                 |                      |
| 菊名五丁目     | きくな             | 1980年7月28日  | 1980年7月28日      | 菊名町、太尾町、大豆戸町の各一部                                 |                      |
| 菊名六丁目     | きくな             | 1980年7月28日  | 1980年7月28日      | 菊名町、太尾町、大豆戸町の各一部                                 |                      |
| 菊名七丁目     | きくな             | 1980年7月28日  | 1980年7月28日      | 菊名町、太尾町、大豆戸町の各一部                                 |                      |
| 篠原町         | しのはらちょう     | 1927年4月1日   | 未実施             |                                                                  |                      |
| 篠原東一丁目   | しのはらひがし     | 1971年7月5日   | 1971年7月5日       | 篠原町の一部                                                     |                      |
| 篠原東二丁目   | しのはらひがし     | 1971年7月5日   | 1971年7月5日       | 篠原町の一部                                                     |                      |
| 篠原東三丁目   | しのはらひがし     | 1971年7月5日   | 1971年7月5日       | 篠原町の一部                                                     |                      |
| 富士塚一丁目   | ふじづか           | 1971年7月5日   | 1971年7月5日       | 篠原町、菊名町の各一部                                           |                      |
| 富士塚二丁目   | ふじづか           | 1971年7月5日   | 1971年7月5日       | 篠原町、菊名町の各一部                                           |                      |
| 錦が丘         | にしきがおか       | 1971年7月5日   | 1971年7月5日       | 篠原町、菊名町の各一部                                           |                      |
| 篠原北一丁目   | しのはらきた       | 1971年7月5日   | 1971年7月5日       | 篠原町、大豆戸町の各一部                                         |                      |
| 篠原北二丁目   | しのはらきた       | 1971年7月5日   | 1971年7月5日       | 篠原町、大豆戸町の各一部                                         |                      |
| 岸根町         | きしねちょう       | 1927年4月1日   | 未実施             |                                                                  |                      |
| 鳥山町         | とりやまちょう     | 1927年4月1日   | 未実施             |                                                                  |                      |
| 小机町         | こづくえちょう     | 1927年4月1日   | 未実施             |                                                                  |                      |
| 大豆戸町       | まめどちょう       | 1927年4月1日   | 未実施             |                                                                  |                      |
| 師岡町         | もろおかちょう     | 1927年4月1日   | 未実施             |                                                                  |                      |
| 新羽町         | にっぱちょう       | 1939年4月1日   | 未実施             |                                                                  |                      |
| 大曽根一丁目   | おおそね           | 1982年7月19日  | 1982年7月19日      | 大曽根町、樽町の各一部                                           |                      |
| 大曽根二丁目   | おおそね           | 1982年7月19日  | 1982年7月19日      | 大曽根町、樽町の各一部                                           |                      |
| 大曽根三丁目   | おおそね           | 1982年7月19日  | 1982年7月19日      | 大曽根町、樽町の各一部                                           |                      |
| 大曽根台       | おおそねだい       | 1982年7月19日  | 1982年7月19日      | 大曽根町、太尾町の各一部                                         |                      |
| 樽町一丁目     | たるまち           | 1982年7月19日  | 1982年7月19日      | 樽町、大曽根町、師岡町、鶴見区駒岡町の各一部                     |                      |
| 樽町二丁目     | たるまち           | 1982年7月19日  | 1982年7月19日      | 樽町、大曽根町、師岡町、鶴見区駒岡町の各一部                     |                      |
| 樽町三丁目     | たるまち           | 1982年7月19日  | 1982年7月19日      | 樽町、大曽根町、師岡町、鶴見区駒岡町の各一部                     |                      |
| 樽町四丁目     | たるまち           | 1982年7月19日  | 1982年7月19日      | 樽町、大曽根町、師岡町、鶴見区駒岡町の各一部                     |                      |
| 綱島東一丁目   | つなしまひがし     | 1973年6月11日  | 1973年6月11日      | 北綱島町、綱島町、南綱島町、樽町の各一部                         |                      |
| 綱島東二丁目   | つなしまひがし     | 1973年6月11日  | 1973年6月11日      | 北綱島町、綱島町、南綱島町、樽町の各一部                         |                      |
| 綱島東三丁目   | つなしまひがし     | 1973年6月11日  | 1973年6月11日      | 北綱島町、綱島町、南綱島町、樽町の各一部                         |                      |
| 綱島東四丁目   | つなしまひがし     | 1973年6月11日  | 1973年6月11日      | 北綱島町、綱島町、南綱島町、樽町の各一部                         |                      |
| 綱島東五丁目   | つなしまひがし     | 1973年6月11日  | 1973年6月11日      | 北綱島町、綱島町、南綱島町、樽町の各一部                         |                      |
| 綱島東六丁目   | つなしまひがし     | 1973年6月11日  | 1973年6月11日      | 北綱島町、綱島町、南綱島町、樽町の各一部                         |                      |
| 綱島上町       | つなしまかみちょう | 1947年3月12日  | 未実施             |                                                                  |                      |
| 綱島台         | つなしまだい       | 1973年6月11日  | 1973年6月11日      | 北綱島町、綱島町、南綱島町の各一部                               |                      |
| 綱島西一丁目   | つなしまにし       | 1973年6月11日  | 1973年6月11日      | 北綱島町、綱島町、南綱島町、大曽根町、新吉田町の各一部           |                      |
| 綱島西二丁目   | つなしまにし       | 1973年6月11日  | 1973年6月11日      | 北綱島町、綱島町、南綱島町、大曽根町、新吉田町の各一部           |                      |
| 綱島西三丁目   | つなしまにし       | 1973年6月11日  | 1973年6月11日      | 北綱島町、綱島町、南綱島町、大曽根町、新吉田町の各一部           |                      |
| 綱島西四丁目   | つなしまにし       | 1973年6月11日  | 1973年6月11日      | 北綱島町、綱島町、南綱島町、大曽根町、新吉田町の各一部           |                      |
| 綱島西五丁目   | つなしまにし       | 1973年6月11日  | 1973年6月11日      | 北綱島町、綱島町、南綱島町、大曽根町、新吉田町の各一部           |                      |
| 綱島西六丁目   | つなしまにし       | 1973年6月11日  | 1973年6月11日      | 北綱島町、綱島町、南綱島町、大曽根町、新吉田町の各一部           |                      |
| 箕輪町一丁目   | みのわちょう       | 1989年10月2日  | 1989年10月2日      | 箕輪町の全部                                                     |                      |
| 箕輪町二丁目   | みのわちょう       | 1989年10月2日  | 1989年10月2日      | 箕輪町の全部                                                     |                      |
| 箕輪町三丁目   | みのわちょう       | 1989年10月2日  | 1989年10月2日      | 箕輪町の全部                                                     |                      |
| 日吉一丁目     | ひよし             | 1977年8月1日   | 1977年8月1日       | 日吉町の全部及び下田町、日吉本町、箕輪町の各一部                 |                      |
| 日吉二丁目     | ひよし             | 1977年8月1日   | 1977年8月1日       | 日吉町の全部及び下田町、日吉本町、箕輪町の各一部                 |                      |
| 日吉三丁目     | ひよし             | 1977年8月1日   | 1977年8月1日       | 日吉町の全部及び下田町、日吉本町、箕輪町の各一部                 |                      |
| 日吉四丁目     | ひよし             | 1977年8月1日   | 1977年8月1日       | 日吉町の全部及び下田町、日吉本町、箕輪町の各一部                 |                      |
| 日吉五丁目     | ひよし             | 1977年8月1日   | 1977年8月1日       | 日吉町の全部及び下田町、日吉本町、箕輪町の各一部                 |                      |
| 日吉六丁目     | ひよし             | 1977年8月1日   | 1977年8月1日       | 日吉町の全部及び下田町、日吉本町、箕輪町の各一部                 |                      |
| 日吉七丁目     | ひよし             | 1977年8月1日   | 1977年8月1日       | 日吉町の全部及び下田町、日吉本町、箕輪町の各一部                 |                      |
| 日吉本町一丁目 | ひよしほんちょう   | 1988年7月25日  | 1988年7月25日      | 日吉本町の全部及び高田町、箕輪町の各一部                         |                      |
| 日吉本町二丁目 | ひよしほんちょう   | 1988年7月25日  | 1988年7月25日      | 日吉本町の全部及び高田町、箕輪町の各一部                         |                      |
| 日吉本町三丁目 | ひよしほんちょう   | 1987年7月20日  | 1987年7月20日      | 日吉本町、箕輪町の各一部                                         |                      |
| 日吉本町四丁目 | ひよしほんちょう   | 1987年7月20日  | 1987年7月20日      | 日吉本町、箕輪町の各一部                                         |                      |
| 日吉本町五丁目 | ひよしほんちょう   | 1988年7月25日  | 1988年7月25日      | 日吉本町の全部及び高田町、箕輪町の各一部                         |                      |
| 日吉本町六丁目 | ひよしほんちょう   | 1988年7月25日  | 1988年7月25日      | 日吉本町の全部及び高田町、箕輪町の各一部                         |                      |
| 下田町一丁目   | しもだちょう       | 1984年7月23日  | 1984年7月23日      | 下田町の全部及び日吉本町の一部                                   |                      |
| 下田町二丁目   | しもだちょう       | 1984年7月23日  | 1984年7月23日      | 下田町の全部及び日吉本町の一部                                   |                      |
| 下田町三丁目   | しもだちょう       | 1984年7月23日  | 1984年7月23日      | 下田町の全部及び日吉本町の一部                                   |                      |
| 下田町四丁目   | しもだちょう       | 1984年7月23日  | 1984年7月23日      | 下田町の全部及び日吉本町の一部                                   |                      |
| 下田町五丁目   | しもだちょう       | 1984年7月23日  | 1984年7月23日      | 下田町の全部及び日吉本町の一部                                   |                      |
| 下田町六丁目   | しもだちょう       | 1984年7月23日  | 1984年7月23日      | 下田町の全部及び日吉本町の一部                                   |                      |
| 新吉田町       | しんよしだちょう   | 1939年4月1日   | 未実施             |                                                                  |                      |
| 高田町         | たかたちょう       | 1939年4月1日   | 未実施             |                                                                  |                      |
| 仲手原一丁目   | なかてはら         | 1970年6月1日   | 1970年6月1日       | 篠原町、神奈川区松見町、神奈川区白幡向町、神奈川区白幡町の各一部 |                      |
| 仲手原二丁目   | なかてはら         | 1970年6月1日   | 1970年6月1日       | 篠原町、神奈川区松見町、神奈川区白幡向町、神奈川区白幡町の各一部 |                      |
| 篠原台町       | しのはらだいまち   | 1970年6月1日   | 1970年6月1日       | 篠原町、神奈川区白幡町の各一部                                   |                      |
| 篠原西町       | しのはらにしちょう | 1970年6月1日   | 1970年6月1日       | 篠原町、神奈川区白楽の各一部                                     |                      |
| 新横浜一丁目   | しんよこはま       | 1975年11月6日  | 未実施             |                                                                  | 町名地番整理実施区域 |
| 新横浜二丁目   | しんよこはま       | 1975年11月6日  | 未実施             |                                                                  | 町名地番整理実施区域 |
| 新横浜三丁目   | しんよこはま       | 1975年11月6日  | 未実施             |                                                                  | 町名地番整理実施区域 |
| 高田東一丁目   | たかたひがし       | 1998年10月19日 | 1998年10月19日     | 高田町の一部                                                     |                      |
| 高田東二丁目   | たかたひがし       | 1998年10月19日 | 1998年10月19日     | 高田町の一部                                                     |                      |
| 高田東三丁目   | たかたひがし       | 1998年10月19日 | 1998年10月19日     | 高田町の一部                                                     |                      |
| 高田東四丁目   | たかたひがし       | 1998年10月19日 | 1998年10月19日     | 高田町の一部                                                     |                      |
| 高田西一丁目   | たかたにし         | 1999年10月25日 | 1999年10月25日     | 高田町の一部                                                     |                      |
| 高田西二丁目   | たかたにし         | 1999年10月25日 | 1999年10月25日     | 高田町の一部                                                     |                      |
| 高田西三丁目   | たかたにし         | 1999年10月25日 | 1999年10月25日     | 高田町の一部                                                     |                      |
| 高田西四丁目   | たかたにし         | 1999年10月25日 | 1999年10月25日     | 高田町の一部                                                     |                      |
| 高田西五丁目   | たかたにし         | 1999年10月25日 | 1999年10月25日     | 高田町の一部                                                     |                      |
| 新吉田東一丁目 | しんよしだひがし   | 2003年10月27日 | 2003年10月27日     | 新吉田町の一部                                                   |                      |
| 新吉田東二丁目 | しんよしだひがし   | 2003年10月27日 | 2003年10月27日     | 新吉田町の一部                                                   |                      |
| 新吉田東三丁目 | しんよしだひがし   | 2003年10月27日 | 2003年10月27日     | 新吉田町の一部                                                   |                      |
| 新吉田東四丁目 | しんよしだひがし   | 2003年10月27日 | 2003年10月27日     | 新吉田町の一部                                                   |                      |
| 新吉田東五丁目 | しんよしだひがし   | 2004年10月18日 | 2004年10月18日     | 新吉田町の一部                                                   |                      |
| 新吉田東六丁目 | しんよしだひがし   | 2004年10月18日 | 2004年10月18日     | 新吉田町の一部                                                   |                      |
| 新吉田東七丁目 | しんよしだひがし   | 2005年10月31日 | 2005年10月31日     | 新吉田町、綱島上町、新羽町、太尾町の各一部                       |                      |
| 新吉田東八丁目 | しんよしだひがし   | 2005年10月31日 | 2005年10月31日     | 新吉田町、綱島上町、新羽町、太尾町の各一部                       |                      |
| 北新横浜一丁目 | きたしんよこはま   | 2005年1月31日  | 未実施             |                                                                  | 町名地番整理実施区域 |
| 北新横浜二丁目 | きたしんよこはま   | 2005年1月31日  | 未実施             |                                                                  | 町名地番整理実施区域 |
| 大倉山一丁目   | おおくらやま       | 2007年11月19日 | 2007年11月19日     | 太尾町の一部                                                     |                      |
| 大倉山二丁目   | おおくらやま       | 2007年11月19日 | 2007年11月19日     | 太尾町の一部                                                     |                      |
| 大倉山三丁目   | おおくらやま       | 2007年11月19日 | 2007年11月19日     | 太尾町の一部                                                     |                      |
| 大倉山四丁目   | おおくらやま       | 2008年10月20日 | 2008年10月20日     | 太尾町の一部                                                     |                      |
| 大倉山五丁目   | おおくらやま       | 2008年10月20日 | 2008年10月20日     | 太尾町の一部                                                     |                      |
| 大倉山六丁目   | おおくらやま       | 2009年10月19日 | 2009年10月19日     | 太尾町の全部及び大豆戸町、新羽町の各一部                         |                      |
| 大倉山七丁目   | おおくらやま       | 2009年10月19日 | 2009年10月19日     | 太尾町の全部及び大豆戸町、新羽町の各一部                         |                      |

## 行政
現区長：漆原順一(2022年4月1日-)
- 前区長：鵜澤聡明(2021年4月1日-2022年3月31日)
- 前々区長：栗田るみ（2018年4月1日-2021年3月31日）
- 元区長：横山日出夫（2014年4月1日-2018年3月31日）
- 元区長：小川浩之（2011年5月1日 - 2014年3月31日）
- 元区長：柏崎誠（2009年4月1日 - 2011年4月30日）
- 元区長：遠藤包嗣（2005年10月1日 - 2009年3月31日）
- 元区長：石阪丈一（2004年4月1日 - 2005年9月30日）

## 議会
港北区選出の市議会議員は7名、県議会議員は4名、国会の衆議院は神奈川県第7区に属する。
- 国会議員
  - 中谷一馬（立憲民主党）
  - 鈴木馨祐（自由民主党　※比例復活）

## 経済

### 本社が所在する主な企業
- アマノ
- アルプス物流
- 小野測器
- マクニカ
- コーエーテクモホールディングス
- ピーシーデポコーポレーション
- ココカラファイングループ
- アークシステムワークス
- ユニプレス
- ケルヒャージャパン

かつては旧松下通信工業も本社を構えていたが、松下グループの事業再編により、同社の法人格を継承しているパナソニック モバイルコミュニケーションズは都筑区に本社を移し、旧本社はパナソニック コミュニケーションズ（現パナソニック システムネットワークス）の事業所となった。その後閉鎖し、「Tsunashima サスティナブル・スマートタウン」が建設された。

### 商業
各鉄道駅前を中心に商店街が広がっているほか、以下のような大規模商業施設の進出もみられる。
- トレッサ横浜
- 新横浜プリンスペペ
- キュービックプラザ新横浜
- 日吉東急avenue
- アピタテラス横浜綱島
- MEGAドン・キホーテ新横浜店

### 農業
現在でも田園風景が多く残っており、市内でも農業が盛んな区の一である。古くは鶴見川を中心に稲作や果樹（モモ・ビワ・イチゴ）など、東京などに向けた近郊農業が盛んに行われていた。現在は新羽・大熊農業専用地区などを中心にホウレンソウ、小松菜など軟弱野菜の生産が行われている。戦前は全国的に有名だった綱島の桃「日月桃」があった。

### 金融機関
区内には以下の各金融機関の支店・出張所が置かれている。
都市銀行
- みずほ銀行、三菱UFJ銀行、三井住友銀行、りそな銀行

地方銀行
- 横浜銀行 - 横浜市の指定金融機関であるため、区役所内に出張所が設置されている
- 静岡銀行、スルガ銀行、きらぼし銀行、阿波銀行

信用金庫
- 横浜信用金庫、芝信用金庫、川崎信用金庫、城南信用金庫、さわやか信用金庫

その他
- 信用組合はない[注 2]。JAバンク（横浜農業協同組合）、労働金庫がある。

### 郵政
区内の郵便局は以下のものが存在する。
- 集配局
  - 港北郵便局 - 郵便番号222-××××
  - 綱島郵便局 - 郵便番号223-××××
- 無集配局 - 25局

## 教育

### 大学
- 慶應義塾大学（日吉・矢上キャンパス）

### 高等学校
公立：港北区は旧横浜東部学区に属する。
- 神奈川県立岸根高等学校
- 神奈川県立港北高等学校
- 神奈川県立新羽高等学校

私立
- 慶應義塾高等学校
- 清心女子高等学校
- 英理女子学院高等学校[注 3]
- 日本大学高等学校
- 武相高等学校

### 中学校
公立
- 横浜市立大綱中学校
- 横浜市立篠原中学校
- 横浜市立城郷中学校
- 横浜市立高田中学校
- 横浜市立樽町中学校
- 横浜市立新田中学校
- 横浜市立新羽中学校
- 横浜市立日吉台中学校
- 横浜市立日吉台西中学校

私立
- 慶應義塾普通部
- 日本大学中学校
- 武相中学校

### 小学校
- 横浜市立大曽根小学校
- 横浜市立大綱小学校
- 横浜市立北綱島小学校
- 横浜市立菊名小学校
- 横浜市立港北小学校
- 横浜市立小机小学校
- 横浜市立駒林小学校
- 横浜市立篠原小学校
- 横浜市立篠原西小学校
- 横浜市立下田小学校
- 横浜市立城郷小学校
- 横浜市立新吉田小学校
- 横浜市立新吉田第二小学校
- 横浜市立高田小学校
- 横浜市立高田東小学校
- 横浜市立綱島小学校
- 横浜市立綱島東小学校
- 横浜市立新田小学校
- 横浜市立新羽小学校
- 横浜市立日吉台小学校
- 横浜市立日吉南小学校
- 横浜市立太尾小学校
- 横浜市立大豆戸小学校
- 横浜市立師岡小学校
- 横浜市立矢上小学校
- 横浜市立箕輪小学校

### 特別支援学校
- 横浜市立北綱島特別支援学校

## 公共施設
- 日産スタジアム（横浜国際総合競技場）
- 港北スポーツセンター

## 住宅

### 大規模マンション
- ライオンズ港北ニュータウンローレルコート
- エステガーデンセンター北サウススクエア
- ミオカステーロ港北イルビアーレ
- 港北ニュータウンレフリアパークアネシスイーストコート
- ライオンズ港北ニュータウンフォレストフォート
- グランチェルト大倉山
- ファミールガーデン横浜小机
- ザ・ハウス港北綱島
- ザ・パークハウス港北高田
- ドレッセ大倉山
- 大倉山ハイム
- ガーデンズ綱島コートステージ
- ダイアパレスグランデージ大倉山
- デイパーク横濱綱島
- ナイスグランソレイユ横濱綱島
- フォルム綱島クレスタワーズ
- ナイスアーバンステイツ綱島
- プラウド日吉
- グランチェルト大倉山
- グリーンサラウンドシティ
- シティハウス横濱綱島
- ザ・ガーデンズ日吉本町
- グランドメゾン大倉山テラス
- ピエス綱島
- プラウドシティ日吉
- エステムコート横浜新吉田レジデンス
- クリオレジダンス横濱綱島

### 団地
- UR日吉団地（下田町、店 賃貸667 1957年）
- UR菊名池団地（菊名町 市街地住宅 賃貸21 1959年 譲渡返還）
- UR篠原団地（篠原町、賃貸175 1957年）
- UR南日吉団地（日吉本町、賃貸1337 1962年）
- アガット日吉（下田町五丁目13番1号 県営借上公共賃貸住宅）
- 県営港北吉田町団地（新吉田東5-4外）
- 市営住宅エクセルヴィラ妙蓮寺
- 市営住宅ポレポレ・K
- 市営住宅箕輪
- 市営住宅大豆戸町
- 市営住宅日吉本町ハイツ
- 市営住宅ロータス綱島
- 市営住宅ルミエール高田
- 市営住宅サンヴァリエ日吉

## 交通

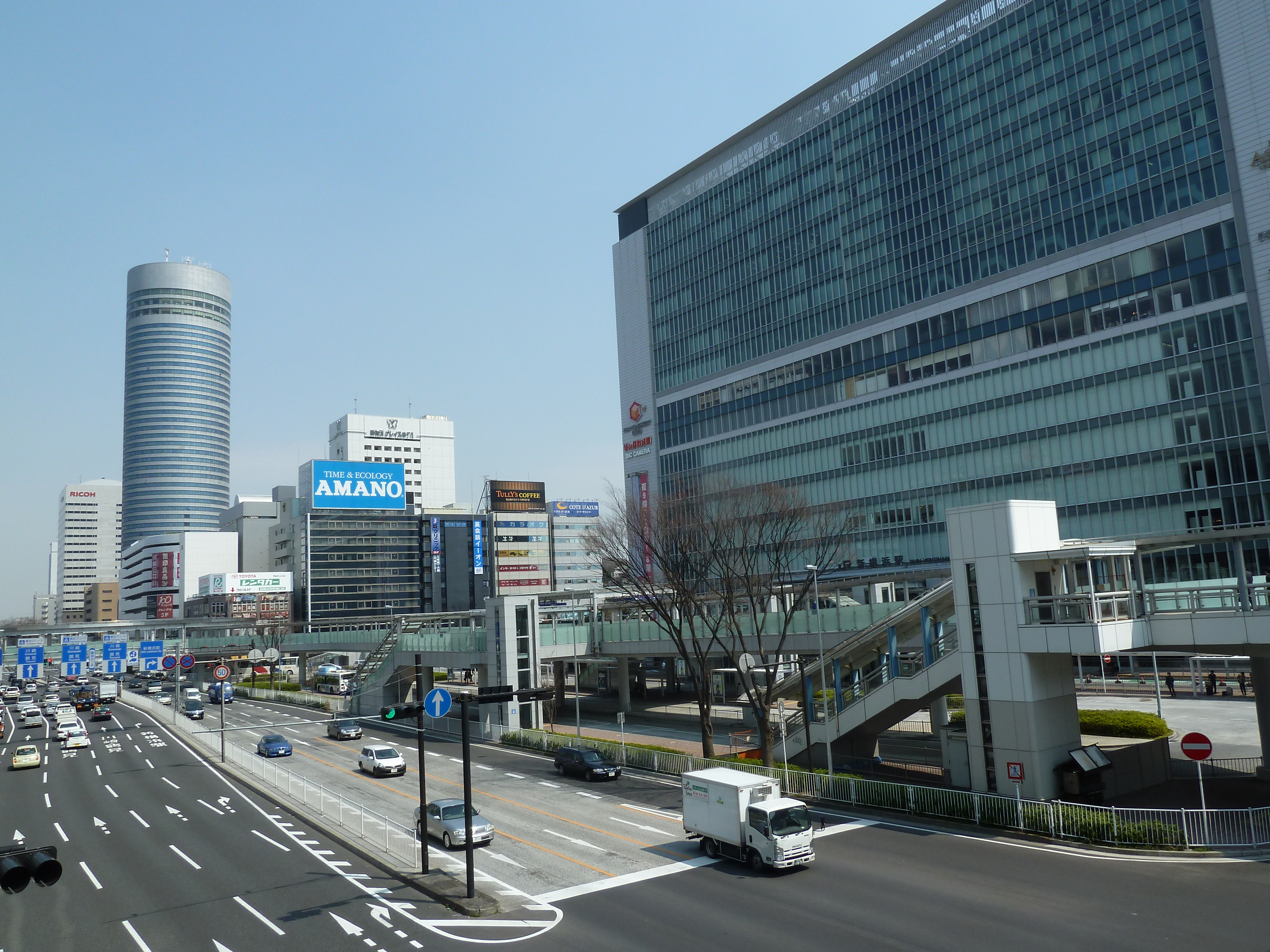
新横浜駅

### 鉄道
区内には5社局が乗り入れている。直通で渋谷など東京都心部へ出られる東急電鉄の利用率が高い。
東海旅客鉄道（JR東海）
 東海道新幹線
- - 新横浜駅 -

東日本旅客鉄道（JR東日本）
 横浜線
- - 菊名駅 - 新横浜駅 - 小机駅 -

横浜市営地下鉄
 ブルーライン
- - 岸根公園駅 - 新横浜駅 - 北新横浜駅 - 新羽駅 -

 グリーンライン
- 日吉駅 - 日吉本町駅 - 高田駅 -

東急電鉄
 東横線
- - 日吉駅  - 綱島駅 - 大倉山駅 - 菊名駅 - 妙蓮寺駅 -

 目黒線
- - 日吉駅

 東急新横浜線
- 新横浜駅 - 新綱島駅 - 日吉駅

相模鉄道（相鉄）
 相鉄新横浜線
- - 新横浜駅

### 路線バス
北西部はバスの利用率が高い。主なターミナルは日吉駅、綱島駅、新綱島駅、新横浜駅。
- 横浜市交通局（横浜市営バス） - 主に鶴見川以南を担当。区内大豆戸町に港北営業所が所在。
- 東急バス - 主に鶴見川以北を担当。新羽営業所が区内に所在する。
- 川崎鶴見臨港バス - 主に区内東部で運行。鶴見営業所、神明町営業所が担当。市境をまたぐ場合は横浜市内均一運賃[7]。
- 川崎市交通局（川崎市バス）- 区内北部の市境で運行。井田営業所が担当。全線川崎市内均一運賃[8]。
- 相鉄バス - 浜1系統のみ。横浜営業所が担当。横浜市内均一運賃。

#### 高速バス
高速バス路線は、東急バス新羽営業所とフジエクスプレスの共同運行で、河口湖行きのバス（1往復は御殿場プレミアム・アウトレット・山中湖経由）や上田バスの運行で軽井沢・草津温泉行きのバス（東急バスと相鉄バスとの共同運行路線だが、新横浜駅を経由するのは上田バス運行便のみ）が運行されている。
- 御殿場プレミアムアウトレット経由山中湖線　日吉駅～センター北駅～御殿場プレミアムアウトレット～富士山山中湖～山中局前～山中湖村役場前～富士急ハイランド～河口湖駅
- 富士急河口湖線　日吉駅～市が尾駅～河口湖駅・富士山5合目
- 横浜軽井沢・草津線　横浜駅西口〜新横浜駅〜（たまプラーザ駅）〜軽井沢駅〜草津温泉BT〜草津温泉ホテル櫻井

#### ツアーバス系高速バス
- WILLER EXPRESS
  - 新横浜駅・YCAT～豊橋駅～東岡崎駅～名古屋駅
  - 東京駅鍛冶橋駐車場～新横浜駅～WBT大阪梅田～ユニバーサル・スタジオ・ジャパン～リーベルホテル（JR桜島駅前）
- さくら観光
  - 東京駅鍜治橋駐車場・新横浜駅～京都駅八条口～大阪難波

#### 空港連絡バス
空港連絡バスとして、新横浜駅から羽田空港および成田空港への便が運行されている。
- 京浜急行バス・東急バス
  - 羽田空港〜新横浜駅・新横浜プリンスホテル・センター南駅・センター北駅
- 東急バス
  - 成田空港〜新横浜駅（センター南駅・たまプラーザ駅）

### 道路
高速道路
- 区内にあるインターチェンジ
  - 第三京浜道路（国道466号）都筑インターチェンジ

港北インターチェンジは都筑区に所在するが、区内の新横浜・小机・新羽地区からは近く、最寄りインターチェンジになっている。
  - 首都高速道路神奈川7号横浜北線 - 新横浜出入口 - 馬場出入口

一般国道
- 国道466号（第三京浜道路）

主要県道
- 東京都道・神奈川県道2号東京丸子横浜線（綱島街道）
- 神奈川県道12号横浜上麻生線
- 神奈川県道13号横浜生田線
- 神奈川県道14号鶴見溝ノ口線

一般県道
- 神奈川県道・東京都道140号川崎町田線（港北産業道路）
- 神奈川県道102号荏田綱島線（都市計画道路日吉元石川線）
- 神奈川県道106号子母口綱島線

幹線市道
- 横浜市道環状2号線（横浜国際港都建設計画道路）
- 横浜市道新横浜元石川線（横浜国際港都建設計画道路）
- 横浜市道宮内新横浜線（横浜国際港都建設計画道路）

## 名所・旧跡・観光スポット・祭事・催事
名所
- 大倉山記念館
- 飯田家住宅（綱島台十七番）

旧跡
- 日吉台地下壕
- 菊名貝塚
- 師岡貝塚
- 山王山遺跡 (横浜市)
- 篠原城跡
- 富士塚遺跡
- 綱島古墳
- 井上正夫之碑（日吉本町二丁目）
- 大塚金剛神
- カネ塚古墳
- ラヂウム霊泉湧出記念碑

観光スポット
- 新横浜ラーメン博物館
- 綱島温泉
- 綱島源泉 湯けむりの庄
- 横浜アリーナ
- 岸根公園
- 新横浜公園
- 綱島公園
- 大倉山公園（梅林）

神社仏閣
- 港北七福神
- 諏訪神社
- 長福寺
- 師岡熊野神社
- 日蓮宗妙蓮寺
- 法隆寺（日蓮宗）
- 金蔵寺（天台宗特別寺）
- 興禅寺（天台宗特別寺）
- 雲松院（曹洞宗）
- 三會寺（高野山真言宗）
- 泉谷寺（浄土真宗）
- 西方寺（真言宗）

## 出身有名人

### 政治・経済
- 飯田助夫（衆議院議員、神奈川県会議長）
- 磯野庸幸（旧姓・吉田、貴族院議員、神奈川県会議員、衆議院議員、貿易商、神奈川県多額納税者）
- 上郎清助（旧姓・吉田、貴族院議員、上信銀行頭取、神奈川県多額納税者、資産家）
- 椎橋宗輔（神奈川県会議員、大綱村村長）
- 村岡四郎（京阪電気鉄道元社長、現在の小机町出身）
- 吉田三郎兵衛（醤油醸造業、橘樹郡郡会議員、大綱村村長、神奈川県多額納税者）

### 皇室関係
- 小室圭 - 眞子元内親王の配偶者にして秋篠宮文仁親王の女婿かつ悠仁親王の義兄。フォーダム大学法務博士(Juris Doctor degree)

### スポーツ
- 岡野雅行（元サッカー選手）
- 北村照文（元プロ野球選手）
- 黒木優太（プロ野球選手）
- 外池大亮（元サッカー選手）
- 富澤清太郎（元サッカー選手）
- 原拓也（元プロ野球選手）
- 武藏山武（元大相撲力士、第33代横綱）

### 芸能
- 飯島直子（女優）
- 内野聖陽（俳優）
- 小野瀬雅生（クレイジーケンバンド）
- ガク（お笑い芸人、真空ジェシカ）
- 五大路子（女優）
- 彩木美来（元タレント）
- 志賀泰伸（元忍者）
- Salyu（歌手）
- シュウペイ（お笑い芸人、ぺこぱ）
- 谷原章介（俳優）
- 常盤貴子（女優）
- 中森友香（女優）
- 東根作寿英（俳優）
- ふかわりょう（タレント）
- ムロツヨシ（タレント、菊名生まれ）

### 文化
- 飯田九一（俳人、俳画家）
- 隈研吾（建築家、大倉山生まれ）
- 中村景児（イラストレーター）

### マスコミ
- オカファーエニス豪（テレビ宮崎アナウンサー）

### その他
- 嵯峨実允、正親町三条家第32代当主

## 区民の歌
- ダ・カーポ「港北の空と丘」